# 안톤 미트류시킨
안톤 블라디미로비치 미트류시킨(러시아어: Антон Владимирович Митрюшкин, 1996년 2월 8일 ~, 크라스노야르스크)은 러시아의 축구 선수이다. 현재 2. 분데스리가의 뒤나모 드레스덴 소속으로, 포지션은 골키퍼이다.